# William Burdon
William Burdon (1764-1818) foi um acadêmico, proprietário de minas e escritor inglês.

## Vida
Burdon nasceu em Newcastle-upon-Tyne, filho de George Burdon, foi educado na escola secundária de Newcastle e foi para o Emmanuel College, Cambridge em 1782.
Nos primeiros tempos da Revolução Francesa, as opiniões de Burdon eram republicanas, mas ele as modificou mais tarde.

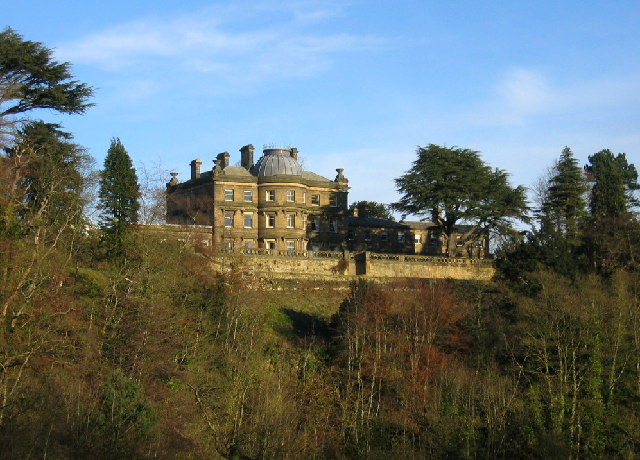
Hartford Hall

Burdon faleceu em sua casa em Londres em Welbeck Street, Cavendish Square, em 30 de maio de 1818.

## Família
Burdon casou-se em 1798 com Jane Dickson, filha do Tenente-General Dickson, eles tiveram cinco filhos. Ela faleceu em 1806.